# Liste Sylter Persönlichkeiten
Diese Liste enthält Informationen zu Sylter Persönlichkeiten; also zu Personen, die auf Sylt geboren sind, dort gestorben sind, maßgeblich auf Sylt gewirkt haben oder auf eine andere Art eng mit der Insel Sylt verbunden sind oder waren.

## Politik

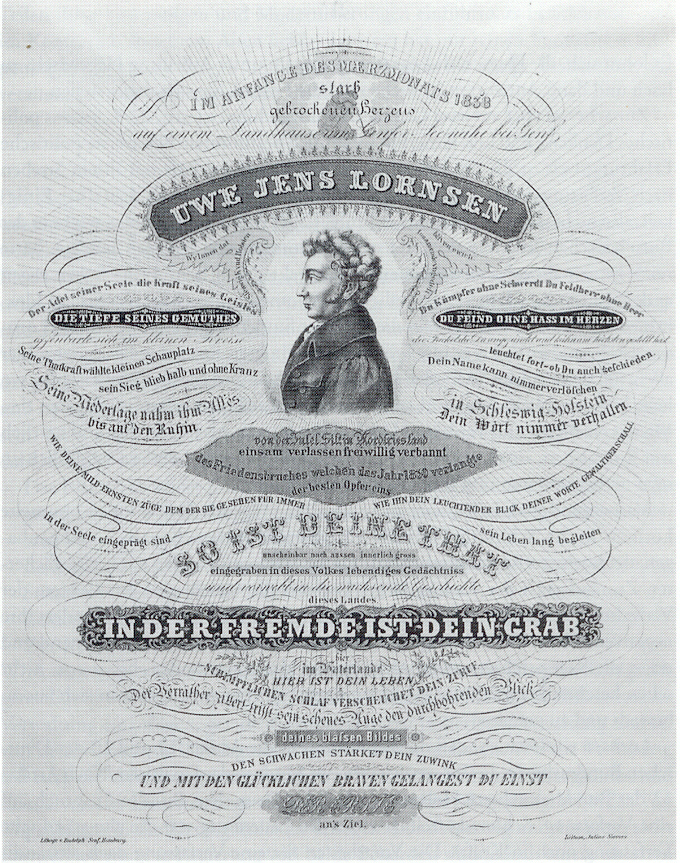
Gedenkblatt zum Tode des Sylter Freiheitskämpfers Uwe Jens Lornsen

- Der Freiheitskämpfer Uwe Jens Lornsen wurde in Keitum geboren.
- Die Prinzessin Elisabeth Pauline Ottilie Luise zu Wied, bekannt auch unter ihrem literarischen Pseudonym Carmen Sylva, gehörte zu den zahlreichen adeligen Gästen der Insel; unter anderem gehörte sie zu den Initiatoren des Westerländer Friedhofs der Heimatlosen.
- Der später als Kriegsverbrecher verurteilte Nationalsozialist Hermann Göring besaß ein Sommerhaus in Wenningstedt, wo er sich regelmäßig aufhielt.
- Der ehemalige Bundestagsabgeordnete und Staatssekretär Ingbert Liebing lebt auf Sylt.
- Der ehemalige Chef der Kieler Staatskanzlei, Staatssekretär Heinz Maurus, lebt in Tinnum.
- Der Offizier der Waffen-SS und Kriegsverbrecher Heinz Reinefarth war 1951–1964 Bürgermeister von Westerland.
- Der frühere CDU-Politiker und mehrfache Bundesminister Gerhard Schröder hatte ein Haus in Kampen, wo er auch gestorben ist. Er ist in Keitum begraben.
- Generalpostdirektor des Deutschen Reichs und Organisator des deutschen Postwesens Heinrich von Stephan zählte zu den ersten Politikern, die die Idee zu dem späteren Hindenburgdamm forcierten.
- Der Konteradmiral der Bundeswehr Klaus-Jürgen Steindorff stammte aus Kampen, wo er im Ruhestand auch wieder lebte. Er engagierte sich in zahlreichen Ehrenämtern für die Gemeinde.
- Der Politikwissenschaftler und Politiker der SPD Walther Stützle wurde in Westerland geboren.
- Der AfD-Politiker Jan-Phillip Tadsen wurde in Westerland geboren.
- Der Mediziner und Politiker Richard Tamblé lebte und wirkte viele Jahre in Westerland und prägte Bereiche der Lokalpolitik mit.
- Der Steuerrechtsexperte Hermann-Wilfried Bayer ist dank seiner Erfindung der Zweitwohnungssteuer Ehrenbürger von Westerland.[1]
- Die Biologin Cornelia Weigandt ist Landrätin im Landkreis Ahrweiler.[2]
- Der Politiker und Nachrichtenoffizier Julius Christiansen wurde in Westerland geboren.

## Wissenschaft und Religion

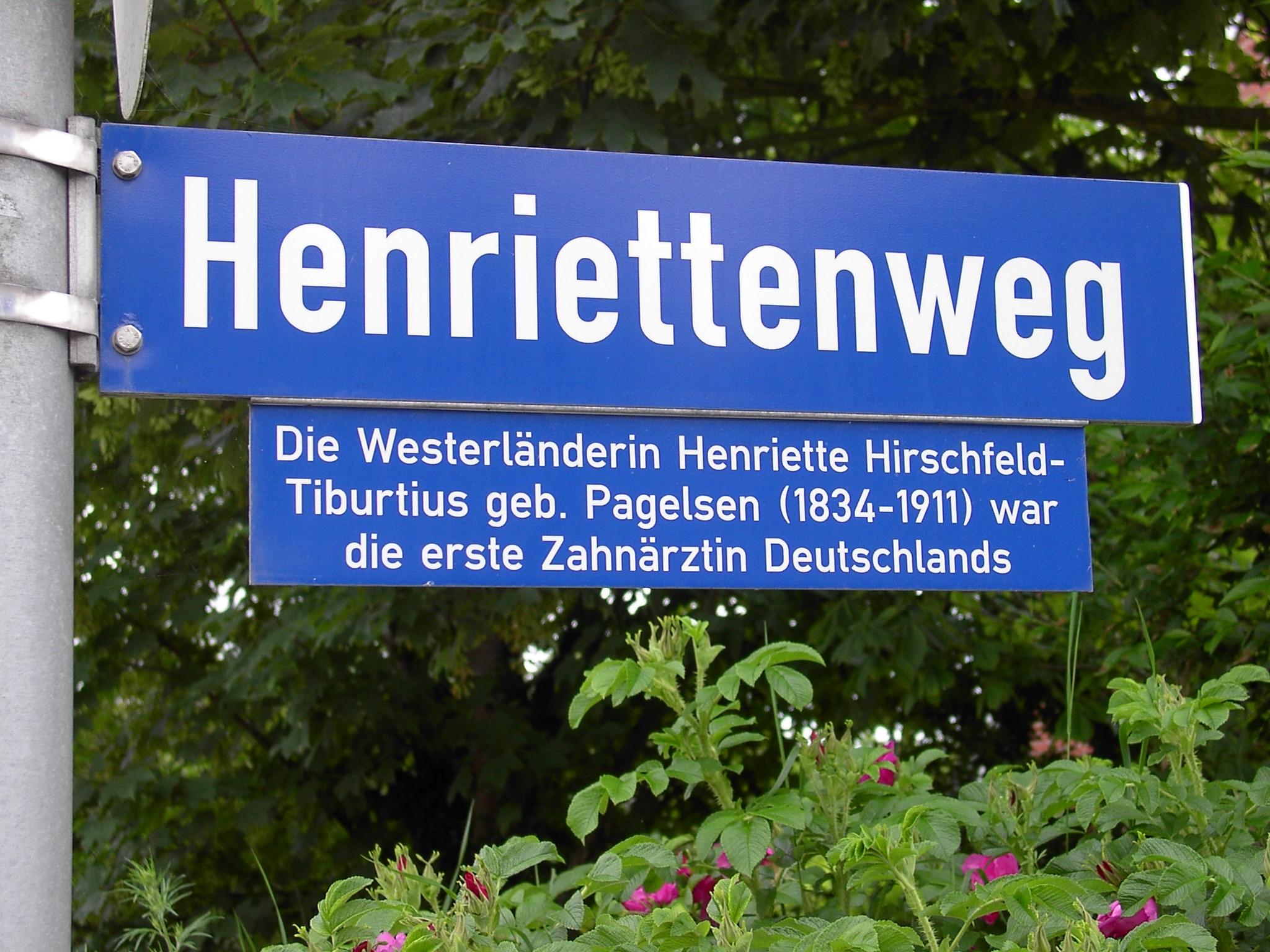
Straßenschild in Sylt-Westerland

- Der Lehrer, Heimatkundler und bedeutendste Chronist der Insel Christian Peter Hansen (1803–1879) stammte aus Keitum.
- Die erste zugelassene Zahnärztin Deutschlands, Henriette Hirschfeld-Tiburtius (1834–1911), wurde auf Sylt geboren.
- Der Buddhist und Schriftsteller Paul Dahlke (1865–1928) errichtete in Wenningstedt das wohl größte Buddha-Denkmal Europas und lebte selbst lange Jahre auf der Insel.
- Der evangelische Theologe und Landesbischof Heinrich Rendtorff (1888–1960) wurde in Westerland geboren.
- Der Historiker Jochen Bleicken (1926–2005) wurde in Westerland geboren.
- Der evangelisch-lutherische Theologe und Dompropst Uwe Steffen (1928–2010) wurde in Westerland geboren.
- Der Sylter Chronist Harald Voigt (1928–2005) machte sich mit zahlreichen Publikationen und Veröffentlichungen um die Geschichte Sylts verdient.
- Der evangelische Theologe Traugott Giesen (* 1940) war von 1976 bis zu seiner Pensionierung 2005 Pastor an Sankt Severin in Keitum.

## Kunst und Kultur

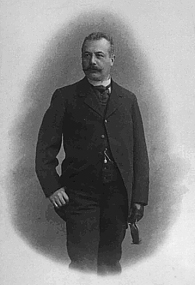
Er machte Westerland zum „Modebad“: Julius Pollacsek

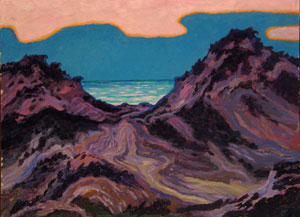
Das Werk Sonnenuntergang auf Sylt des Malers Wenzel Hablik (1881–1934)

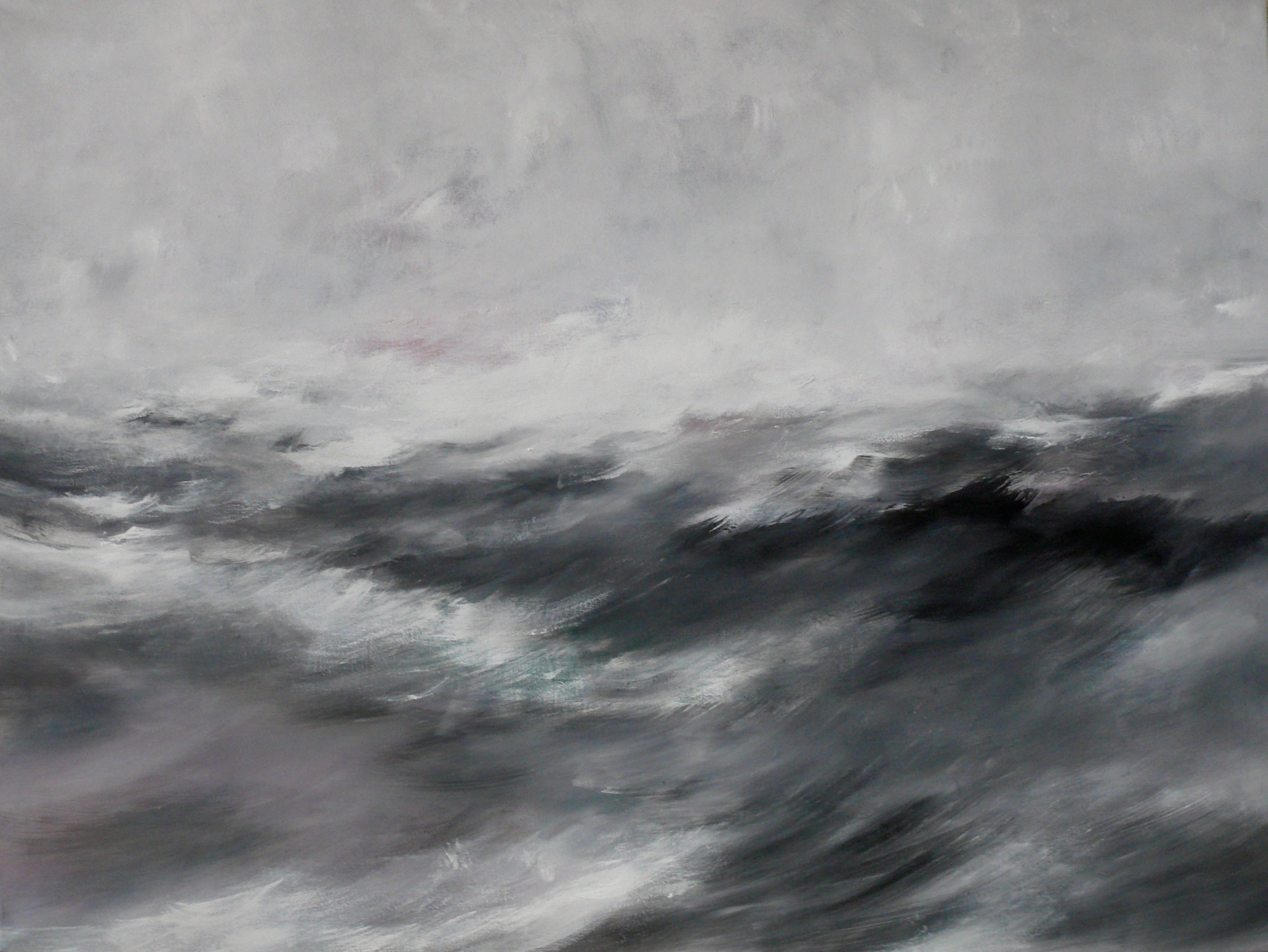
Ein von Sylt inspiriertes Gemälde des Malers Ingo Kühl (* 1953)
Seebild 2014, Öl auf Leinwand 150 × 200 cm

- Als Vertreter der Naiven Malerei porträtierte Oluf Braren (1787–1839) auf Sylt sowohl das Volksleben der Insel als auch einzelne Sylterinnen.
- Der Schriftsteller Theodor Storm (1817–1888) verfasste nach einem Aufenthalt (1887) auf der Insel die durch seinen Tod unvollendet gebliebene Sylter Novelle.
- Der Schriftsteller und Autor Julius Pollacsek (1850–nach 1921) war Kurdirektor in Westerland und verwandelte das damals kleine Seebad in ein mondänes Modebad.
- Der Landschaftsmaler und Kommunalpolitiker Franz Korwan (1865–1942) lebte und wirkte lange auf der Insel.
- Der Komponist Gustav Jenner (1865–1920) wurde auf Sylt geboren und machte ebendort seine ersten musikalischen Erfahrungen.
- Andreas Dirks, geboren 1865 in Tinnum auf Sylt, † 24. Juni 1922 in Düsseldorf, war ein Landschafts- und Marinemaler der Düsseldorfer Schule.
- Der Schriftsteller Wilhelm Lobsien (1872–1947) verewigte unter anderem den Sylter Freiheitskämpfer Pidder Lyng in seinen Erzählungen
- Der Maler und Grafiker Hugo Köcke (1874–1956) lebte und wirkte seit 1918 auf der Insel. Er starb in Westerland.
- Carl Christian Feddersen (1876–1936) war ein norddeutscher Landschaftsmaler. Er lebte auf Föhr und später auf Sylt, starb in Keitum.
- Die Malerin, Zeichnerin und Illustratorin Helene Varges (1877–1946) lebte von 1919 bis 1928 in Westerland und starb dort.
- Die Autorin Margarete Boie (1880–1946) ließ sich von Sylt inspirieren und schrieb mehrere Romane mit Sylter Thematik, unter anderem Der Sylter Hahn, das von dem Sylter Lorens Jens Grethen handelt, Moiken Peter Ohm und Dammbau.
- Der Maler, Autor und Fotograf Magnus Weidemann (1880–1967) lebte und wirkte von 1926 bis 1967 auf Sylt.
- Die Malerin Anita Rée (1885–1933) lebte und verstarb auf der Insel.
- Die Dichter und Schriftsteller Jens Emil Mungard (1885–1940) und Nann Peter Mungard (1849–1935) wurden in Keitum geboren.
- Der Maler Albert Aereboe (1889–1970) lebte als freischaffender Künstler lange Jahre auf Sylt.
- Die Landschaftsmalerin und Fotografin Wilma Bräuner (1891–1985) lebte und arbeitete in Westerland.
- Die Künstlerin Valeska Gert (1892–1978) führte in Kampen den bekannten Ziegenstall.
- Der Landschaftsmaler Ernst Mollenhauer (1892–1963) hatte ein Atelier in Keitum und wurde auf dem dortigen Friedhof beigesetzt.
- Die Tänzerin Gret Palucca (1902–1993) war langjähriger Gast in List.
- Die Kostümbildnerin Sylta Busse (1906–1989) wurde in Westerland geboren.
- Der Maler Siegward Sprotte (1913–2004) lebte und wirkte seit 1945 auf der Insel.
- Als Autor von Reise- und Sachliteratur machte sich der Sylter Hubertus Jessel (1915–2008) überregional einen Namen.
- Der Maler Günther Petersen (1920–2014) wurde in Westerland geboren.
- Der Buchautor Boy Lornsen (1922–1995), geboren in Keitum; lebte und arbeitete ebendort; Landschaften,  Menschen und Tiere des Nordens fanden sich in seinen Erzählungen. Nach ihm ist die Tinnumer Grundschule benannt.
- Der Volksschauspieler Uwe Dallmeier (1924–1985) lebte in Kampen und wurde dort beerdigt.
- Die Bildhauerin Ursula Hensel-Krüger (1925–1992) schuf unter anderem die dicke Wilhelmine in der Wilhelmstraße.
- Der Schauspieler Heinz Schubert (Ekel Alfred) (1925–1999) fand in seiner Wahlheimat Wenningstedt seine letzte Ruhestätte.
- Der Kriminalautor Hinrich Matthiesen (1928–2009) wurde in Westerland geboren, er lebte und arbeitete zuletzt in Morsum.
- Der Maler Dieter Röttger (1930–2003) lebte und wirkte seit 1960 auf der Insel. Er starb in Westerland.
- Der Journalist und Fotograf Sven Simon (1941–1980) verbrachte viele Jahre auf der Insel und veröffentlichte mehrere bedeutende Bücher über Sylt.
- Der Maler Karl-Heinz Berndt-Elbing (1934–1999) lebte und arbeitete auf der Insel.
- Der Schauspieler Ulrich Wildgruber (1937–1999) wählte am 30. November 1999 auf Sylt den Freitod.
- Der Maler Hans Nordmann (1940–2019) lebte und wirkte auf der Insel.
- Der Liedermacher Reinhard Mey (* 1942) gilt als Dauergast der Insel. In seinen Liedtexten finden sich regelmäßig Bezüge zur Insel – so in seinem Lied Rüm Hart.
- Die Musikwissenschaftlerin Ada Kadelbach (1942–2025) lebte auf Sylt.
- Der deutsche Autor, Komponist, Regisseur und Multimediakünstler Ronald Steckel (1945–2024) wurde auf Sylt geboren.
- Der Maler, Zeichner, Bildhauer und Architekt Ingo Kühl (* 1953) hat seit 2002 Ateliers auf Sylt.
- Der Kirchenmusiker Prof. Matthias Eisenberg (* 1956) wirkte acht Jahre in der Keitumer St.-Severin-Kirche (bis 2004).
- Der Fotograf Hans Jessel (* 1956) wurde mit seiner Landschafts- und Naturfotografie deutschlandweit bekannt. Seine Fotos mit Sylter Impressionen finden sich in zahlreichen Büchern, Kalendern und Printmedien.
- Der Pianist Jo Bohnsack (1960–2024) wurde in Westerland geboren, gab regelmäßig Konzerte auf Sylt und verstarb dort.
- Die Schauspielerin Anja Schüte (* 1964) lebte in Westerland auf Sylt.
- Der Musiker Dirk-Michael Kirsch (* 1965) wurde in Westerland geboren.
- Der Kunstmaler Peter Klint (* 1971) wurde in Westerland geboren.

- Als Inselschreiber erhielten folgende Schriftsteller ein Stipendiat: Jan Peter Bremer (* 1965), Jenny Erpenbeck (* 1967), Thomas Hettche (* 1964), Juli Zeh (* 1974), Feridun Zaimoğlu (* 1964), Moritz Rinke (* 1967), Terézia Mora (* 1971), Judith Kuckart (* 1959), Gernot Wolfram (* 1975) und Gunther Geltinger (* 1974).

## Sport
- Jürgen Hönscheid wurde 1982 der erste deutsche Windsurf-Profi.
- Sonja Hönscheid (* 1981), deutsche Profisurferin, geboren auf Sylt.
- Der Vorstandsvorsitzende des FC Bayern München und ehemalige Fußball-Nationalspieler Karl-Heinz Rummenigge hat ein Ferienhaus in Kampen.
- Jürgen Klopp besitzt ein Ferienhaus in Kampen.[3]

## Seefahrt
- Nach dem Westerländer Kapitän Dirk Meinerts Hahn (1804–1860) ist das Auswandererdorf Hahndorf in Australien benannt.

## Medien
- Der Verleger Ferdinand Avenarius gehörte zu den Begründern des Intellektuellen Kampen, indem er ausgewählte Künstler und Intellektuelle in sein Haus Uhlenkamp in Kampen einlud.
- Sowohl der Verleger Peter Suhrkamp, der sein Haus im Kampener Hoboken-Weg 1953 an den Verleger Axel Springer verkaufte, als auch Rudolf Augstein sind auf dem Friedhof in Keitum beigesetzt.
- Der Journalist Werner Höfer lebte zeitweilig auf Sylt und moderierte von hier, als er wegen Sturmes die Insel nicht verlassen konnte, den Internationalen Frühschoppen per Telefonschaltung.

## Sonstige
- Der Fischhändler Jürgen Gosch leitet seine Restaurantkette von der Insel Sylt aus.
- Der Pilot Wolfgang von Gronau startete von List sowohl seine Weltumrundung als auch weitere Rekordflüge über den Atlantik.
- Der Reeder Sven Paulsen, der neben der Sylter Verkehrsgesellschaft auch die von seinem Vater Kurt Paulsen gegründete Adler-Schiffe GmbH & Co. KG führt, hat seinen Firmensitz in Westerland und lebt in Keitum.
- Der bekannte Synchronbuchautor und Synchronregisseur Eberhard Storeck war von 1979 bis 1988 Pächter der traditionsreichen Pension „Haus Ahrenshoop“.
- Der Vorsitzende des Vorstands der MTU Aero Engines Holding AG Udo Stark wurde in Westerland geboren.